# Амальгама

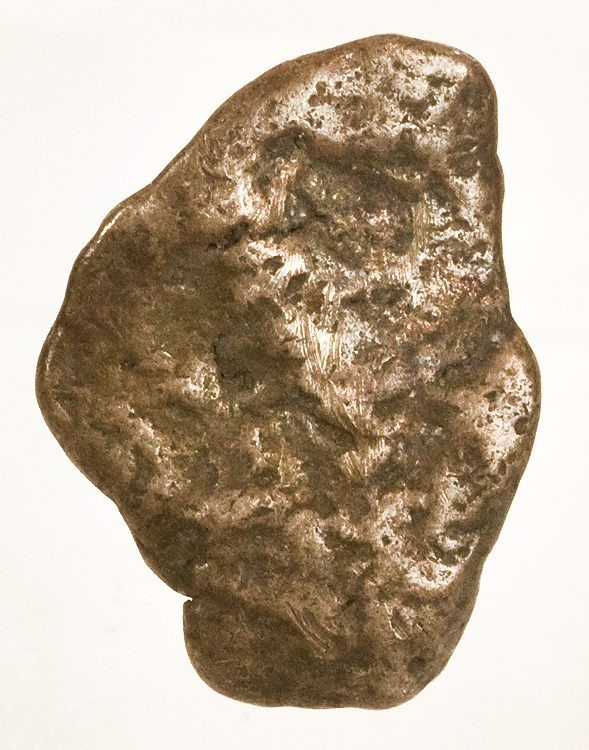
Серебряная амальгама, содержащая 13 % ртути

Амальга́ма (ср.-век.лат. amalgama «сплав») — жидкие или твёрдые сплавы ртути с другими металлами, чаще всего встречаются соединения серебра. Также амальгама может быть раствором ведущих себя аналогично металлам ионных комплексов (например, амальгама аммония).

## Получение
Амальгамы получают взаимодействием металла с ртутью (при смачивании ртутью поверхности металла) при обычных температурах или подогреве, электролитическим выделением металла или катионного комплекса на ртутном катоде, или другими способами. Многие металлы образуют со ртутью устойчивые ковалентные интерметаллические соединения (меркуриды), например натрийртуть, ртутьтрититан, и даже диртутьуран.

## Свойства
В зависимости от природы металла, состава и температуры, амальгамы могут быть гомогенными (жидкие и твёрдые растворы), твёрдыми интерметаллидами либо гетерогенными; в частности, галлий и ртуть образуют две несмешивающиеся фазы — раствор галлия в ртути и раствор ртути в галлии. Большая часть металлов с ртутью образует твёрдые интерметаллиды (меркуриды). Исключения: цинк, алюминий, галлий, свинец, висмут, сурьма.
Второй компонент амальгамы в сплаве находится в мелкодисперсном состоянии без оксидной плёнки и поэтому проявляет высокую химическую активность.
При нагревании амальгам происходит отгонка ртути. Железо не образует амальгамы, поэтому ртуть можно перевозить в стальных сосудах.

## Применение
Амальгаму используют при золочении металлических изделий, в производстве зеркал, а также в люминесцентных лампах, в том числе компактных люминесцентных лампах и индукционных лампах. 
Амальгамы щелочных металлов и цинка в химии применяют как восстановители. 
Амальгаму используют при электролитическом получении редких металлов, извлечении некоторых металлов из руд (см. Амальгамация). 
Амальгаму применяют при холодной сварке в микроэлектронике. 
Во многих странах амальгама серебра всё ещё  применяется в стоматологии в качестве материала зубных пломб.

## Юникод
В Юникоде есть алхимический символ амальгамы.
| Графема | Unicode | Unicode                       | HTML              | HTML       | HTML      |
| Графема | Код     | Название                      | Шестнадцатеричное | Десятичное | Мнемоника |
| ------- | ------- | ----------------------------- | ----------------- | ---------- | --------- |
| 🝛       | U+1F75B | ALCHEMICAL SYMBOL FOR AMALGAM | &#x1F75B;         | &#128859;  | —         |